# Lista de canções gravadas por Dalida
Veja também  Discografia de Dalida
Esta é uma lista em ordem alfabética de todas as canções conhecidas que foram gravadas ou interpretadas por Dalida ou com sua participação entre 1954 e 1987, e postumamente entre 1987 e 2010. Mais de 1.000 de suas canções estão listadas abaixo, organizadas por idioma e em ordem alfabética.

## Francês

### A
- À chacun sa chance (1964)
- À chaque fois j'y crois (1977)
- À ma chance (1962)
- À ma manière (1980)
- À qui? (1967)
- Aba daba honeymoon (1983)
- Achète-moi un juke-box (1962)
- Adieu monsieur mon amour (1958)
- Adonis (1959)
- Ah quelle merveille (1963)
- Aime-moi (1956)
- Aïe! mon cœur (1958)
- Allô... tu m'entends? (1964)
- Americana (1981)
- Amor, amor (1976)
- Amore scusami (1964)
- Amoureuse de la vie (1977)
- Amstramgram (1959)
- Anima mia (1974)
- Avant de te connaître (1970)
- Avec le temps (1971)
- Avec une poignée de terre (1961)
- Ay! Mourir pour toi (1957)

### B
- Baisse un peu la radio (1966)
- Ballade à temps perdu (1969)
- Bambino (1956)
- Besame mucho (1976)
- Bientôt (1963)
- Bras dessus, bras dessous (1960)
- Bravo (1983)
- Buenas noches mi amor (1957)
- Bye bye (1982)

### C
- C'est irréparable (1965)
- C'est mieux comme ça (também conhecido como Le Parrain 2; 1975)
- C'est un jour à Naples (1960)
- C'est ça l'amore (1959)
- C'était mon ami (1985)
- Ça me fait rêver (com Bruno Guillain; 1978)
- Calypso italiano (1957)
- Captain Sky (1977)
- Ce coin de terre (1963)
- Ce serait dommage (1959)
- Chanter les voix (1972)
- Chanteur des années 80 (1980)
- Chaque instant de chaque jour (1964)
- Chez moi (1963)
- Ciao amore, ciao (1967)
- Ciao ciao bambina (1959)
- Ciao ciao, mon amour (1961)
- Come prima (1958)
- Comme au premier jour (1960)
- Comme disait Mistinguett (1979)
- Comme si tu revenais d'un long voyage (1977)
- Comme si tu étais là (1977)
- Comme toi (1979)
- Comme tu dois avoir froid (1974)
- Comme une symphonie (1961)
- Comment faire pour oublier (1971)
- Comment l'oublier (1982)
- Concerto pour une voix (também conhecido como Chaque nuit; 1970)
- Confidences sur la fréquence (duo com Antoine; 1982)
- Cordoba (1961)

### D
- Dans la ville endormie (1968)
- Dans le bleu du ciel bleu (1958)
- Dans les rues de Bahia (1960)
- Dans ma chambre (1966)
- Darla dirladada (1970)
- De Grenade à Séville (1960)
- Dédié à toi (1979)
- Depuis qu'il vient chez nous (1979)
- Des gens qu'on aimerait connaître (1974)
- Des millions de larmes (1959)
- Deux colombes (1969)
- Diable de temps (1970)
- Dieu seul (1958)
- Ding ding (1963)
- Dis-moi des mots (1969)
- Dix mille bulles bleues (1961)
- Douce nuit, sainte nuit (1960)

### E
- Eh ben (1956)
- Elle, lui et l'autre (duo com Bob Calfati; 1959)
- Ensemble (1982)
- Entre les lignes entre les mots (1970)
- Entrez sans frapper (1967)
- Et de l'Amour... de l'Amour (duo com Saint-Germain; 1975)
- Et la vie continuera (1981)
- Et pourtant j'ai froid (1969)
- Et puis c'est toi (1972)
- Et tous ces regards (1977)
- Et... et... (1966)
- Eux (1963)

### F
- Fado (1956)
- Femme (1983)
- Femme est la nuit (1977)
- Fini, la comédie (1981)
- Flamenco bleu (1956)

### G
- Garde-moi la dernière danse (1961)
- Génération 78 (com Bruno Guillain; 1978)
- Gigi in paradisco (1980)
- Gigi l'amoroso (1974)
- Gitane (1956)
- Gondolier (1957)
- Guitare et tambourin (1959)
- Guitare flamenco (1956)

### H
- Héléna (1958)
- Hey, love (1970)
- Histoire d'aimer (1977)
- Histoire d'un amour (1957)

### I
- Il faut danser reggae (1979)
- Il faut du temps (1972)
- Il pleut sur Bruxelles (1981)
- Il silenzio (também conhecido como Bonsoir mon amour; 1965)
- Il venait d'avoir 18 ans (1973)
- Il y a toujours une chanson (1978)
- Ils ont changé ma chanson (1970)
- Ils sont partis (1964)
- Inconnu mon amour (1958)
- Itsi bitsi, petit bikini (1960)

### J
- J'ai décidé de vivre (1967)
- J'ai rêvé (1959)
- J'aime (1983)
- J'attendrai (1975)
- J'aurais voulu danser (1982)
- J'écoute chanter la brise (1957)
- J'm'appelle amnésie (1981)
- Je crois mon cœur (1966)
- Je l'attends (1962)
- Je m'endors dans tes bras (1968)
- Je me repose (1968)
- Je me sens vivre (1961)
- Je n'ai jamais pu t'oublier (1964)
- Je ne dirai ni oui ni non (1965)
- Je ne peux pas me passer de toi (1962)
- Je ne sais plus (1964)
- Je pars (1958)
- Je préfère naturellement (1966)
- Je reviens te chercher (1967)
- Je suis malade (1973)
- Je suis toutes les femmes (1980)
- Je t'aime (1964)
- Je t'appelle encore (1966)
- Je te tendrai les bras (1959)
- Jesus bambino (1971)
- Jesus Kitsch (1972)
- Jouez bouzouki (1982)
- Julien (1973)
- Justine (1975)

### K
- Kalimba de luna (1984)

### L
- Loin dans le temps (1967)
- Loin de moi (1961)
- Loop de loop (com The Play Boys; 1963)
- Lucas (1983)
- Luna caprese (1959)

#### L'
- L'amour chante (1958)
- L'amour et moi (1981)
- L'amour qui venait du froid (1972)
- L'amour à la une (1976)
- L'an 2005 (1969)
- L'anniversaire (1969)
- L'arlequin de Tolède (1960)
- L'innamorata (1984)

#### La
- La bambola (1968)
- La banda (1967)
- La chanson d'Orphée (1959)
- La chanson de Yohann (1967)
- La chanson du Mundial (1982)
- La consultation (1974)
- La danse de Zorba (1965)
- La danse de Zorba (1986)
- La féria (1981)
- La fille aux pieds nus (1959)
- La joie d'aimer (1961)
- La leçon de twist (1962)
- La mer (1976)
- La montagne (1958)
- Là où je t'aime (1984)
- La partie de football (1963)
- La pensione bianca (1984)
- La petite maison bleue (1968)
- La plus belle du monde (também conhecido como Maman, la plus belle du monde; 1957)
- La rose que j'aimais (1971)
- La Sainte Totoche (1965)
- La valse des vacances (1964)
- La vie en rose (1965)
- La vie en rose (1976)
- Là il a dit (1963)
- Lady d'Arbanville (1970)
- Lazzarella (1957)

#### Le
- Le bonheur (1960)
- Le cha cha cha (1963)
- Le ciel bleu (1962)
- Le clan des Siciliens (1969)
- Le fermier (1971)
- Le flamenco (1965)
- Le jour du retour (1963)
- Le jour le plus long (1962)
- Le jour où la pluie viendra (1957)
- Le jour où la pluie viendra (1982)
- Le Lambeth Walk (1978)
- Le petit Gonzales (1962)
- Le petit bonheur (1976)
- Le petit chemin de pierre (1957)
- Le petit clair de lune (1960)
- Le petit perroquet (1968)
- Le premier amour du monde (1983)
- Le printemps sur la colline (1965)
- Le ranch de Maria (1957)
- Le restaurant italien (1983)
- Le sable de l'amour (1969)
- Le septième jour (1968)
- Le sixième jour (1986)
- Le slow de ma vie (1981)
- Le soleil et la montagne (1965)
- Le temps d'aimer (1985)
- Le temps de mon père (1983)
- Le temps des fleurs (1968)
- Le torrent (1956)
- Le Vénitien de Levallois (1985)
- Le vent n'a pas de mémoire (1969)
- Le visage de l'amour (1986)

#### Les
- Les anges noirs (1968)
- Les choses de l'amour (1972)
- Les clefs de l'amour (1977)
- Les couleurs de l'amour (1969)
- Les enfants du Pirée (1960)
- Les feuilles mortes (1976)
- Les gens sont fous (1967)
- Les Gitans (1958)
- Les grilles de ma maison (1967)
- Les hommes de ma vie (1987)
- Les jardins de Marmara (1970)
- Les marrons chauds (1961)
- Les nuits sans toi (1965)
- Les p'tits mots (1983)
- Les violons de mon pays (1969)
- Les yeux de mon amour (1958)

### M
- Ma mère me disait (1969)
- Ma mélo mélodie (1972)
- Ma vie je la chante (1974)
- Madona (1956)
- Maintenant (1958)
- Mais il y a l'accordéon (1973)
- Mama (1967)
- Mama Caraïbo (1986)
- Maman (1976)
- Mamina (1972)
- Manuel (1974)
- Manuel Benitez "El Cordobés" (1966)
- Manuella (1968)
- Marchand de fruits (1958)
- Marie Madeleine (1983)
- Marie, Marie (1959)
- Marina (1959)
- Marjolaine (1981)
- Mein lieber Herr (1975)
- Mélodie perdue (1958)
- Mélodie pour un amour (1959)
- Mes frères (1959)
- Mi carinito (1962)
- Miguel (1957)
- Modesty (1966)
- Mon Italie (1984)
- Mon amour oublié (1960)
- Mon cœur est fou (1967)
- Mon cœur va (1956)
- Mon frère le soleil (1970)
- Mon petit bonhomme (1975)
- Monday Tuesday... Laissez-moi danser (1979)
- Monsieur l'amour (1971)
- Mourir sur scène (1983)

### N
- Nake di, nake dou (1969)
- Ne joue pas (1959)
- Ne lis pas cette lettre (1964)
- Ne lui dis pas (1975)
- Ne reviens pas mon amour (1967)
- Ne t'en fais pas pour ça (1964)
- Ni chaud, ni froid (1960)
- Non (1971)
- Non, ce n'est pas pour moi (1973)
- Nostalgie (1981)
- Notre façon de vivre (1977)
- Nous sommes tous morts à 20 ans (1975)
- Noël blanc (1960)
- Nuits d'Espagne (1961)

### O
- Ô Seigneur Dieu pourquoi m'as-tu abandonné? (1973)
- Oh! la la (1957)

### P
- Papa achète-moi un mari (1963)
- Parce que je ne t'aime plus (1986)
- Pardon (1957)
- Parle plus bas (também conhecido como Le Parrain; 1972)
- Parlez-moi d'amour (1961)
- Parle-moi d'amour, mon amour (1976)
- Parlez-moi de lui (1966)
- Paroles... paroles... (duo com Alain Delon; 1973)
- Pars (1968)
- Partir ou mourir (1981)
- Pauvre cœur (1967)
- Pépé (1961)
- Petit Papa Noël (1960)
- Petit homme (1966)
- Petit éléphant twist (1962)
- Piccolissima serenata (também conhecido como Du moment qu'on s'aime; 1958)
- Pilou pilou pilou hé (1960)
- Plus loin que la terre (1961)
- Por favor (1956)
- Pourquoi (1960)
- Pour en arriver là (1987)
- Pour garder (1957)
- Pour ne pas vivre seul (1972)
- Pour qui pour quoi (1970)
- Pour te dire je t'aime (1984)
- Pour toi Louis (1982)
- Pour un homme (1982)
- Pour vous (1982)
- Problemorama (com Bruno Guillain; 1979)
- Protégez-moi, Seigneur (1961)

### Q
- Quand je n'aime plus, je m'en vais (1981)
- Quand on n'a que l'amour (1957)
- Quand on n'a que l'amour (1979)
- Quand revient l'été (1963)
- Quand s'arrêtent les violons (1978)
- Quand tu dors près de moi (também conhecido como Aimez-vous Brahms?; 1961)
- Que la vie était jolie (1963)
- Que reste-t-il de nos amours (1972)
- Que sont devenues les fleurs? (1962)
- Quelques larmes de pluie (1968)

### R
- Ram dam dam (1970)
- Raphaël (1975)
- Remember... c'était loin (com Saint-Germain; 1977)
- Rendez-vous au Lavandou (1958)
- Reste encore avec moi (1961)
- Reviens-moi (1985)
- Rien qu'un homme de plus (1973)
- Rio do Brasil (1980)
- Romantica (1960)

### S
- S'aimer (1983)
- S'endormir comme d'habitude (1960)
- Salma ya salama (1977)
- Salut salaud (1986)
- Scandale dans la famille (1965)
- Scusami (1957)
- Sèche vite tes larmes (1969)
- Seule avec moi (1974)
- Si c'était à refaire (1970)
- Si j'avais des millions (1968)
- Si je pouvais revivre un jour ma vie (1958)
- Si la France (1982)
- Si tu me téléphones (1962)
- Sois heureux (1963)
- Soleil (1984)
- Soleil d'un nouveau monde (1973)
- Son chapeau (1965)

### T
- T'aimer follement (1960)
- T'aimerai toujours (1962)
- Ta femme (1974)
- Tables séparées (1977)
- Tant d'amours du printemps (1964)
- Téléphonez-moi (1983)
- Tesoro mío (1957)
- Ti amo (1977)
- Tico Tico (1976)
- Timide sérénade (1958)
- Tipitipiti (1970)
- Tire l'aiguille (1968)
- Toi mon amour (1967)
- Toi pardonne-moi (1966)
- Toi tu me plais (1962)
- Ton prénom dans mon cœur (1983)
- Tout au plus (1971)
- Tout l'amour (1959)
- Tout le monde a sa chanson d'amour (1968)
- Tout le monde sait (1968)
- Tout se termine (1965)
- Toutes ces heures loin de toi (1984)
- Toutes les femmes du monde (1971)
- Toutes les nuits (1963)
- Tu croiras (1963)
- Tu m'as déclaré l'amour (1976)
- Tu m'étais destiné (1958)
- Tu me voles (1965)
- Tu n'as pas mérité (1965)
- Tu n'as pas très bon caractère (1957)
- Tu ne sais pas (1961)
- Tu peux le prendre (1961)
- Tu peux tout faire de moi (1957)
- Tzigane (1968)

### U
- Un enfant (1965)
- Un tendre amour (1966)
- Une femme à quarante ans (1981)
- Une jeunesse (1970)
- Une vie (1971)
- Une vie d'homme (1984)

### V
- Va petite étoile (1960)
- Va va va (1979)
- Vado via (1973)
- Vieni vieni si... (1960)
- Vingt quatre mille baisers (também conhecido como 24 mille baisers; 1961)
- Viva la pappa (1965)
- Vive le vent (1960)
- Voilà pourquoi je chante (1978)
- Voyage sans bagages (1977)

### Z
- Zoum zoum zoum (1969)

### Postumamente
- A deux nous deux (environ 1969)
- C'est facile avec toi
- J'ai ta main (1964)
- Je sortirai sans toi (também conhecido como La morale de l'histoire 1966)
- Je t'aime ça veut dire aime-moi (environ 1972)
- Je te perds (1966)
- Je vais partir (1963)
- La mamma (environ 1965)
- Le bonheur vient me dire bonjour (1960)
- Quand tu n'es pas là (1959)
- Rendez-vous chaque soir (1966)
- Sa grande passion (1961)
- Ton âme (1969)
- Un soir qu'on oublie pas (1978)
- Va plus loin que le temps (1966)

### Gravado para aparições na televisão
Solo
- Bahia (1983)
- Comme disait Mistinguett (1974)
- Gosse de Paris (1960)
- Le spectacle est fini (1974)
- Diamants (1974)
- Les gars de la marine (1980)
- Quand allons-nous nous marier? (1981)

Duos
- Hello Dali (com Petula Clark; 1978)
- Les p'tites femmes de Paris (com Mireille Mathieu; 1981)
- Les choses de l'amour (com Petula Clark; 1972)
- Phi phi (com Ginette Garcin; 1971)
- Prendre le thé à deux (com Dave; 1979)
- Quand on s'aime (com Charles Aznavour; 1967)
- Rock and roll tango (com Johnny Hallyday; 1969)
- The peanut vendor (com Annie Cordy; 1978)
- Tochi Wan (com Jean-Marie Proslier; 1976)

Quatuors
- Alouette (com ireille Mathieu, Nana Mouskouri e Chantal Goya; 1981/2011)
- Les Anthropophages (com Serge Gainsbourg, Petula Clark e Claude François; 1972/2011)

### inacabado
- Solitude (1970)
- Mesdames, messieurs… (1974)
- Ma vie (1974)

## italiano
- 18 anni (1974)
- 24 Mila baci (1961)
- Amare per vivere (1968)
- Amo (1967)
- Amo l'amore (1968)
- Aranjuez (1967)
- Arlecchino (1970)
- Ascoltami (1965)
- Bang bang (1966)
- C'è gente che incontri per strada (1974)
- Cammina, cammina (1972)
- Che mi faro (1962)
- Chi mai lo sa (1962)
- Chiudi il ballo con me (1961)
- Ci sono fiori (1970)
- Ciao amore, ciao (1967)
- Ciao come stai (1976)
- Col tempo (1972)
- Cominciamo ad amarci (1965)
- Comprami un juke-box (1962)
- Credo nell'amore (1972)
- Cuore matto (1967)
- Dan dan dan (1968)
- Danza (1982)
- Darla dirladada (1970)
- Devo imparare (1965)
- El Cordobes (1966)
- Entrate amici miei (1968)
- Flamenco (1966)
- Gigi l'amoroso (1974)
- Giustina (1974)
- Gli inesorabili (1961)
- Gli zingari (1959)
- Harlem spagnolo (1961)
- Il colore dell'amore (1970)
- Il mio male sei (1966)
- Il piccolo amore (1976)
- Il silenzio (1965)
- Il sole muore (1967)
- Il venditore di felicità (1960)
- Jesus Kitsch (1972)
- L'acqua viva (1960)
- L'amore mio per te (1971)
- L'aquilone (1968)
- L'arlecchino gitano (1960)
- L'ora dell'amore (1968)
- L'ultimo valzer (1967)
- La canzone di Orfeo (1960)
- La colpa è tua (1971)
- La danza di Zorba (1965)
- La mia vita è una giostra (1970)
- La pioggia cadrà (1959)
- La speranza è una stanza (1968)
- La strada dei sogni (1961)
- Lacrime e pioggia (1968)
- Lady d'Arbanville (1970)
- Le parole di ogni giorno (1984)
- Le promesse d'amore (1968)
- Lei, lei (1973)
- Ma melo mélodia (1972)
- Mama (1967)
- Mamy Blue (1971)
- Manuel (1974)
- Mediterraneo (1984)
- Milord (1960)
- Nel 2023 (1970)
- No dico no (1962)
- Non è più la mia canzone (1970)
- Non è casa mia (1967)
- Non giocarti dell'amore (1960)
- Non lo sai (1962)
- Non mi dire chi sei (1961)
- O sole mio (1960)
- Oh Lady Mary (1970)
- Pensiamoci ogni (1966)
- Pepe (1962)
- Per non vivere soli (1973)
- Pezzettini di bikini (1960)
- Piccolo elefante (1962)
- Piccolo ragazzo (1967)
- Pozzanghere (1961)
- Prigioniera (1971)
- Quando dormirai (1962)
- Quelli erano giorni (1968)
- Questo amore è per sempre (1965)
- Remember (1977)
- Scoubidou (1960)
- Semplicemente cosi (1977)
- Solo un uomo in più (1973)
- Sola più che mai (1967)
- Son tornata da te (1968)
- Stelle di cielo, stelle di mare (1970)
- Stivaletti rossi (1967)
- T'amerò dolcemente (1960)
- Tony (1982)
- Tornerai (1975)
- Tua moglie (1974)
- Twistin’ the twist (1962)
- Un grosso scandalo (1965)
- Un po' d'amore (1968)
- Uno a te, uno a me (1960)
- Uomo di sabbia (1977)
- Un uomo vivo (1961)
- Va da lei (1966)
- Vedrai, vedrai (1979)
- Viva la papa (1965)

### Postumamente
- Amore scusami (1964)
- Aveva un cuore grande come te (1970)
- Dolce musica (1959)
- Loro (1963)
- La nostra bimba (1970)
- La prima cosa bella (1970)
- Non andare via (1970)
- Non ti pentire mai (1963)
- Piove (1959)
- Poderoso signore (1961)
- Quando nasce un nuovo amore (1983)
- Va tu sei libero (1964)
- Voglio che nessuno sappia mai (1964)

### Gravado para aparições na televisão
As músicas abaixo, diferentemente das anteriores da lista, foram gravadas no estúdio especialmente para uma aparição na televisão. Apenas um foi postumamente publicado como um vídeo em Dalida : seus mais belos duetos.
Duos
- Aria di Parigi (com Alberto Lupo; 1967)
- Carnaby Street (com Patty Pravo; 1967)
- La prima cosa bella (com Massimo Ranieri; 1971/2011)

### inédito
- Casatchok (1969)
- Lasciami stare (também conhecido como Domani tu ti sposerai; 1963)
- Questa è la mia terra (1963)

## alemão
- Abschiedsmelodie (1965)
- Am Tag als der Regen kam (1959)
- Am Tag als der Regen kam (1980)
- Am Tag als der Regen kam (1982)
- An jenem Tag... (1968)
- Äpfel und Birnen (também conhecido como Scoubidou; 1959)
- Buenas noches mi amor (1960)
- Buona sera phantasie (1983)
- Captain Sky (1976)
- Ciao amore, ciao (1967)
- Darla dirladada (1970)
- Das lied vom clown (1962)
- Der charme der kleinen worte (1983)
- Der Joe hat mir das Herz gestohlen (1961)
- Die Schlüssel der Liebe (1976)
- Die Strasse des Lebens (1961)
- Doch einer spielt Akkordeon (1975)
- Du bist gegangen (1962)
- Ein Schiff wird kommen (também conhecido como Das Mädchen von Piräus; 1960)
- El Cordobez (1966)
- Er war gerade 18 Jahr (1974)
- Gigi der Geliebte (1974)
- Glaub an mich (1960)
- Grau war der Ozean (1962)
- Hello Boy (1962)
- Ich war ein Narr (1962)
- Ich werde warten (1964)
- Komm zurück (1975)
- Komm, Senorita, komm (também conhecido como Estramadore; 1960)
- Lieber kleiner Mann (1975)
- Mama (1967)
- Manuel (1975)
- Mein blauer Luftballon (1961)
- Mein lieber Herr (1975)
- Melodie aus alter Zeit (1959)
- Melodie poesie (1961)
- Milord (1960)
- Mon chérie (1971)
- Nein, Zärtlich bist du nicht (1984)
- Nie (1966)
- Orfeo (1960)
- Parlez-moi d'amour (1961)
- Pepe (1960)
- Petruschka (1969)
- Regenzeit-Tränenleid (1968)
- Romantica (1960)
- Rosen im Dezember (1962)
- Salma ya salama (1977)
- So verrückt (1961)
- Spiel balalaika (1971)
- Tschau tschau Bambina (1959)
- Um nicht allein zu sein (1973)
- Was wird mein Charly tun? (1962)
- Weit übers meer (1969)
- Wenn die soldaten (1964)
- Worte, nur Worte (duo com Friedrich Schütter; 1973)
- Worte, nur Worte (duo com Harald Juhnke; 1984)
- Ya ya twist (1962)

### Postumamente
- Hab mich lieb (1958/2008)
- Ich fand ein Herz in Portofino (1959/2008)

## espanhol
- Al escuchar mi acordeón (1974)
- Amor perdoname (Amore scusami) (1964)
- Aquella rosa (1961)
- Baños de luna (1960)
- Cada instante (1964)
- Dos (1969)
- El aniversario (1969)
- Manuel Benitez "El Cordobés" (1966)
- El restaurante italiano (1986)
- El silencio (1966)
- Gigi el amoroso (1974)
- Háblame de amor (1961)
- Hay que bailar reggae (1986)
- Io t’amerò (também conhecido como Yo te amo; 1986)
- Las cosas del amor (1975)
- Las palabras corrientes (1986)
- Los niños del Pireo (1960)
- Mi querido señor (1975)
- Morir cantando (1986)
- No es el adios (1961)
- No me puedo quejar (1961)
- Por el teléfono (1986)
- Por no vivir a solas (1974)
- Si el amor se acaba me voy (1982)
- Soleil mi sol (1986)
- Tenia dieciocho años (1974)
- Todos morimos a los veinte (1975)
- Tu nombre (1986)
- Volverás (1976)
- Y amor, y amor (1975)
- Zum, zum, zum (1969)

### Postumamente
- Déjame bailar (1979/1992)

## Inglês
- Alabama song (1980)
- Born to sing (1984)
- For the first time (1959)
- The great Gigi l'amoroso (1982)
- He must have been eighteen (1979)
- If only I could live my life again (1959)
- Italian restaurant (1984)
- Kalimba de luna (1984)
- Let me dance tonight (1979)
- Little words (1984)
- Money, money (1980)
- Never on Sunday (1960)
- The Gypsies (1959)
- The Lambeth Walk (1979)
- Willingly (1959)

### Postumamente
- Dance my troubles away (1965)
- Good bye my love (1965)
- Milord (1960)
- Orfeo (1960)
- Say no more it's goodbye (1961)
- Tintarella di luna (1960)
- You (1963)

## árabe
Egípcio
- Aghani aghani (1982; arabe: أغانى أغانى)
- Ahsan nass (1985; arabe: أحسن ناس)
- Gamil el soura (1983; arabe: جميل الصوره)
- Helwa ya balady (1979; arabe: حلوه يا بلدى)
- Salma ya salama (1977; arabe: سالمه يا سلامه)

Libanês
- Lebnane (1984; arabe: لبنان)

## Japonês
- Amore scusami (1974)
- Gigi l'amoroso (1964)
- Juuhassai no kare (1974)
- O sole mio (1964)

## Flamengo
- Ik zing amore (1959)
- Speel niet met m'n hart (1959)

## Hebraico
- Hene ma tov (1965)

## Canções bilíngües
Francês e hebraico
- Hava naguila (também conhecido como Dansons non amour; 1959; hébreu: הבה נגילה)

francês e italiano
- Love in Portofino (1959)
- Ho trovato la felicità (1960/2007)

Francês e espanhol
- La violetera (1956)

## Músicas executadas, mas nunca gravadas
Canções conhecidas por terem sido executadas por Dalida durante uma aparição na televisão, rádio, em concerto ou em um filme entre 1954 e 1987 estão listadas abaixo. Eles nunca foram gravados no estúdio e não são contados como músicas gravadas. Alguns deles foram publicados postumamente.
Francês
- Croquemitoufle (1964)
- Étranger au paradis (1956)
- Il reviendra (1963)
- Je n'ai pas changé (1985)
- La parisienne (1985)
- Le soir (1983)
- Rues de mon Paris (1963)
- Tous les garcons et les filles (1983)
- Une fille pleurait (1961)
- Voyage, voyage (1986)

Francês e egípcio
- Ya Mustafa (1984)

Grego
- Ta Pedia tou Pirea (1977)

Italiano
- Ciao devo andare (1970)
- Desiderio di un’ora (1954)
- La nostra serata (1971)